# Весос, Тарьей
Та́рьей Ве́сос (норв. Tarjei Vesaas; 20 августа 1897 — 15 марта 1970) — норвежский поэт и прозаик.

## Биография
Весос родился 20 августа 1897 в Телемарке. Сын фермера, он отказался продолжить отцовское дело и впоследствии всю жизнь испытывал по этому поводу чувство вины.
Весос писал на протяжении почти пятидесяти лет, с 1923 по 1970 год. Его произведения написаны на языке нюнорск, из двух норвежских языков имеющим меньшую историческую традицию, и характеризуются одновременно простотой и символичностью. Персонажи рассказов Весоса — обычные сельские жители, испытывающие серьёзные психологические потрясения в контексте наиболее общих психологических и философских категорий: смерти, вины, страха. Действие книг Весоса разворачивается на фоне норвежского пейзажа.
Тарьей Весос дебютировал в 1923 году произведением «Дитя человеческое», но широкую известность получил с публикацией в 1934 году романа «Великая игра». Самыми известными его произведениями считаются «Ледяной замок» (1963, премия Северного Совета), история двух девушек, между которыми развивается эмоциональная связь, заканчивающаяся трагически, а также роман «Птицы» (1957).
Двадцать один раз номинировался на Нобелевскую премию.
Умер Весос 15 марта 1970 в Осло.

## Издания на русском языке
- Весос Т. Великая игра = Det store spelet / Пер. Л. Горлиной; Предисл. К. Телятникова.. — М.: Прогресс, 1970. — 231 с.
- Весос Т. Мамино дерево // Современная норвежская новелла / Сост. Ф. Золотаревская; Пер. Ф. Золотаревская, С. Тарханова, Л. Горлина. — М.: Прогресс, 1977. — 368 с. — 75 000 экз.
- Весос Т. Великая игра. Птицы. Ледяной замок. Рассказы / Сост. Л. Г. Горлина. Предисл. Э. Панкратовой. — М.: Радуга, 1983. — 528 с. — (Мастера современной прозы). — 50 000 экз.

## Экранизации
- Житие Матеуша[англ.] (пол. Żywot Mateusza, 1968) — фильм польского режиссёра Витольда Лещиньского[англ.] по роману Тарьея Весоса «Птицы».